# Garreta sumptuosus
Garreta sumptuosus är en skalbaggsart som beskrevs av François Louis Nompar de Caumont de Laporte 1840. Garreta sumptuosus ingår i släktet Garreta och familjen bladhorningar. Inga underarter finns listade i Catalogue of Life.